# Leipheim

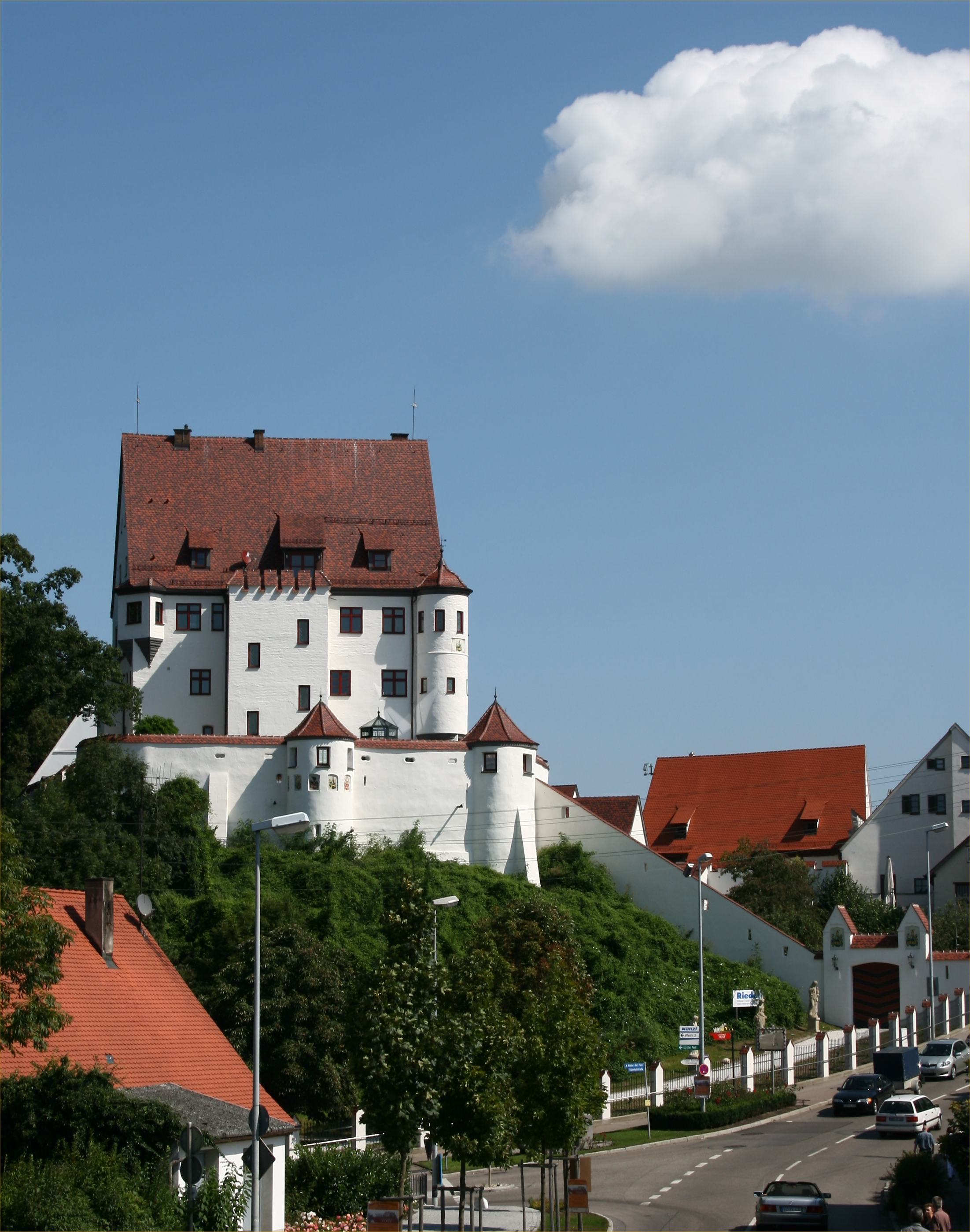
Leipheim (castelul)

Leipheim este un oraș din districtul Günzburg, regiunea administrativă Șvabia, landul Bavaria, Germania.